# Lowlands (Western Australia)
Lowlands ist ein Ort im australischen Bundesstaat Western Australia. Er liegt etwa 30 Kilometer westlich von Albany, etwas südlich der Straße nach Denmark. Der Ort liegt im traditionellen Siedlungsgebiet des Aborigines-Stammes der Mineng.

## Geographie

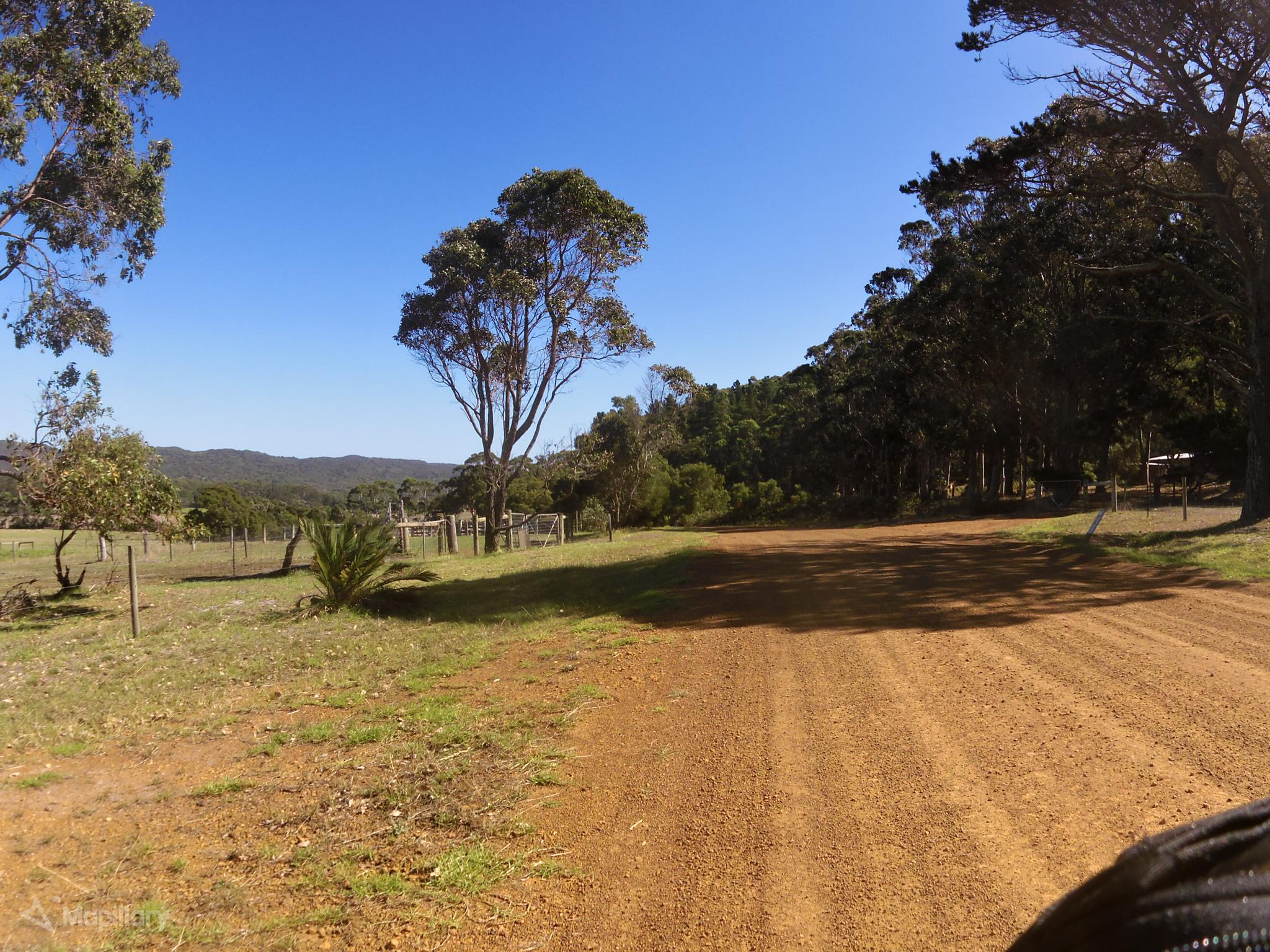
Straße in Lowlands

Westlich des Ortes liegt Nullaki, östlich Bornholm und nördlich Youngs Siding. 
Im Süden hat Lowlands etwa zehn Kilometer Küste an der Great Australian Bight, von welchen nur ca. 500 Meter Strand sind. Die Strände heißen Lowlands Beach und Knapp Head. Außerdem liegt der Knapp Head und der Lake Saide im Ort.

## Bevölkerung
Der Ort Lowlands hatte 2016 eine Bevölkerung von 154 Menschen, davon 52,9 % männlich und 47,1 % weiblich.
Das durchschnittliche Alter in Lowlands liegt bei 52 Jahren, 14 Jahre mehr als der australische Durchschnitt von 38 Jahren.